# Cyclodictyon erubescens
Cyclodictyon erubescens là một loài rêu trong họ Pilotrichaceae. Loài này được E.B. Bartram mô tả khoa học đầu tiên năm 1946.